# 新なにわ筋

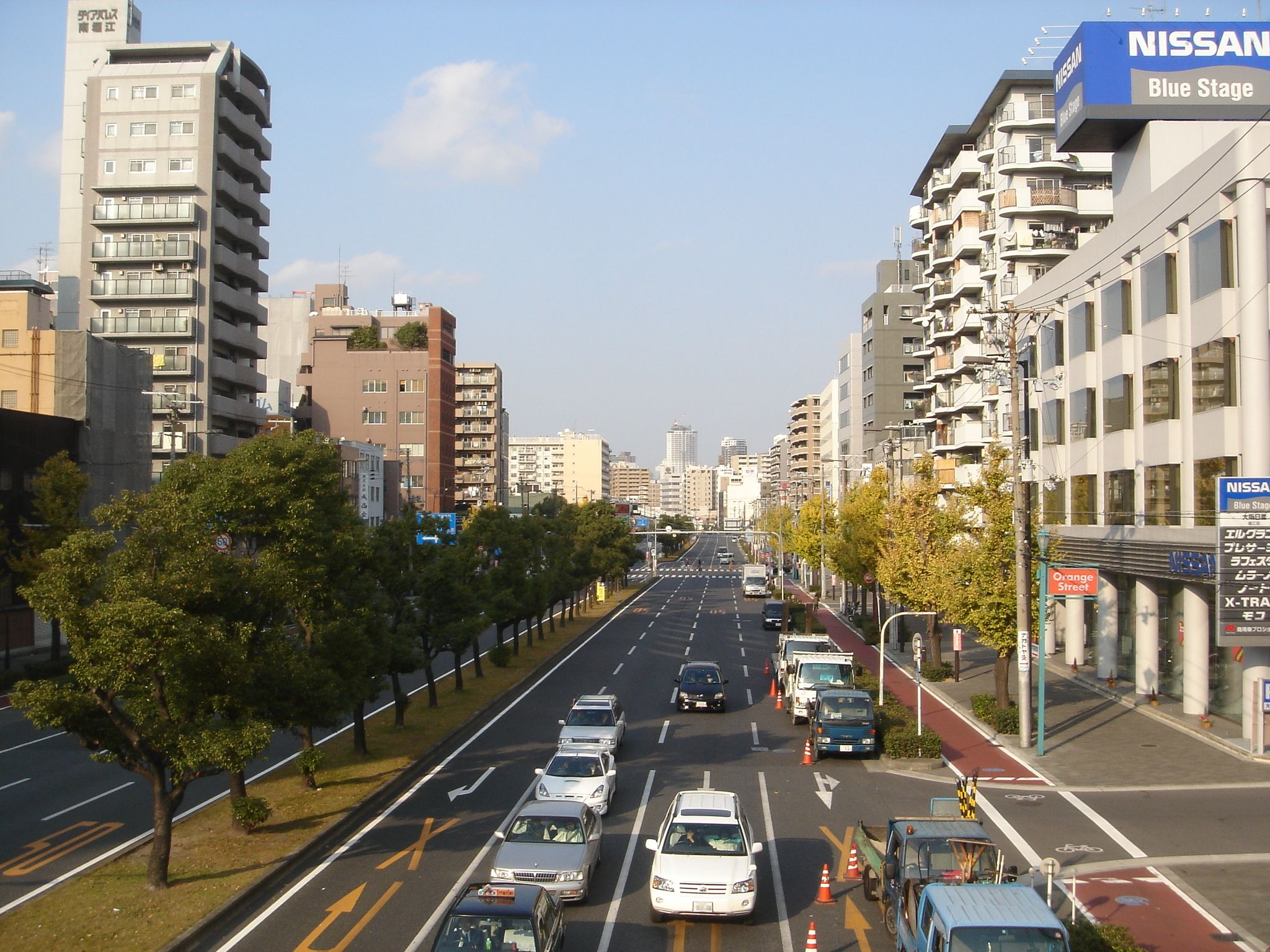
南堀江付近（2007年12月2日）

新なにわ筋（しんなにわすじ）は、大阪府大阪市の南北幹線道路。新御堂筋の略称と同様に、新なにわ（しんなにわ）と略されることもある。

## 概要
区間は野田阪神前交差点（曽根崎通・北港通交点）から堺市境の阪堺大橋（大和川）までの約11kmで、全線大阪府道29号大阪臨海線、重複して北加賀屋交差点（南港通交点） - 南加賀屋4交差点（大和川通交点）間は大阪府道42号住吉八尾線のそれぞれ一部区間にあたる。福島区の中央部から北区の中之島西端付近を経由して、木津川左岸の西区下船場・堀江地区、浪速区、西成区、住之江区を縦断する。
土佐堀3交差点（土佐堀通交点） - 汐見橋交差点（千日前通交点）間は橋梁の汐見橋（道頓堀川）を除いて幅員が50mあり、都心部を縦断する南北幹線の中で最も広く、地下を大阪市高速電気軌道 (Osaka Metro) 千日前線が走っている。また、歩道と分離された自転車道が整備されている区間もある。橋梁の汐見橋の幅員は32mで、鰹座橋交差点（長堀通交点）の場所にかつて架かっていた新鰹座橋（長堀川）の幅員も同じく32mだったが、長堀川の埋立に伴って新鰹座橋は撤去されており、鰹座橋交差点は幅員50メートルが確保されている。
Osaka Metroが走る区間はもう一つあり、北加賀屋交差点（南港通交点） - 住之江公園前交差点（住之江通交点）間の地下を四つ橋線が走っている。
汐見橋交差点 - 芦原出口間は高架上を阪神高速15号堺線が通っており、西側を南海汐見橋線が並走している。また、芦原出口 - 芦原橋駅前交差点間は西側をJR西日本大阪環状線が並走している。
阪神高速が通る区間はもう一つあり、阿波座駅前交差点（中央大通交点）以北の高架上を3号神戸線が通っている。
芦原橋駅前交差点以南はもともと阪堺電鉄（のち大阪市電阪堺線。通称：三宝線）の軌道線として敷設された区間で、現在でも「電車道」や「三宝線」と通称される。特徴的なのが西成区津守地内において南海汐見橋線を跨ぐ「鶴見跨線橋」で、市電廃止後そのまま高架道路として転用したため幅員が非常に狭く、架線柱の痕跡もあり、車両総重量制限もある（同跨線橋は、車両総重量4.5t以下、車両高さ2.3m以下、車両幅2m以下の2輪車を除く車両が通行可能である）。そのため、大阪シティバス（一般路線バスの29号系統）は鶴見跨線橋ではなく踏切のある平面道路を通行する。
鶴見跨線橋を含む西成区北津守から南津守にかけての区間は幅員が狭く、最高速度が40キロ制限となる。加えて、木津川の下流域は対岸の大正区とともに工業地帯であるため、大型トラックやトレーラーなどの通行が多く、見通しの悪いカーブが続くこともあり、交通事故が多い。

## 通過する区
福島区、北区、西区、浪速区、西成区、住之江区

## 沿線情報
福島区
- 阪神電気鉄道本社
- 大阪市中央卸売市場本場

北区
- 上船津橋 - 堂島川
- 中之島センタービル
- 湊橋 - 土佐堀川

西区
- 大阪法務局西出張所
- 大阪西郵便局
- 西区役所
- 西区民センター
- 大阪市立子ども文化センター
- 大阪市立中央図書館
- 大阪市公文書館

浪速区
- 汐見橋 - 道頓堀川
- 東洋紙業大阪本社
- 浪速生野病院
- 大阪人権博物館

西成区
- 大阪市立北津守小学校
- 大阪市津守下水処理場
- 大阪府立西成高等学校
- 西成公園
- 津守神社
- 西成消防署津守出張所
- 南津守さくら公園

住之江区
- 玉出年金事務所
- Osaka Metro緑木検車場
- 大阪府立住之江支援学校
- 大阪市立加賀屋中学校
- 住之江公園
- 大阪護國神社
- 住之江競艇場
- オスカードリーム
- 阪堺大橋 - 大和川

## 鉄道駅
福島区
- 野田阪神駅 - Osaka Metro千日前線
- 阪神野田駅 - 阪神本線
- 野田駅 - JR西日本大阪環状線
- 玉川駅 - Osaka Metro千日前線

西区
- 阿波座駅 - Osaka Metro中央線・千日前線
- 西長堀駅 - Osaka Metro長堀鶴見緑地線・千日前線

浪速区
- 桜川駅 - Osaka Metro千日前線・阪神なんば線
- 汐見橋駅 - 南海汐見橋線
- 芦原町駅 - 南海汐見橋線
- 芦原橋駅 - JR西日本大阪環状線

西成区
- 津守駅 - 南海汐見橋線

住之江区
- 北加賀屋駅 - Osaka Metro四つ橋線
- 住之江公園駅 - Osaka Metro四つ橋線・南港ポートタウン線（ニュートラム）

※桜川駅・芦原町駅・津守駅・北加賀屋駅の4駅は新なにわ筋から300m以上離れた場所に立地している。

## 接続路線
福島区
- 曽根崎通（国道2号）・北港通 - 野田阪神前交差点

北区
- 中之島通 - 上船津橋南詰交差点
- 阪神高速3号神戸線 - 中之島西出入口

西区
- 土佐堀通 - 土佐堀3交差点
- 本町通（国道172号）- 靱本町3交差点
- 中央大通 - 阿波座駅前交差点
- 阪神高速3号神戸線・16号大阪港線 - 西長堀出入口
- 長堀通 - 鰹座橋交差点

浪速区
- 千日前通 - 汐見橋交差点
- 阪神高速15号堺線 - 汐見橋入口
- 大浪通
- 阪神高速15号堺線 - 芦原出口
- あみだ池筋 - 芦原橋駅北交差点

西成区
- 国道43号 - 北津守ランプ前交差点

住之江区
- 南港通 - 北加賀屋交差点
- 住之江通 - 住之江公園前交差点
- 大和川通 - 南加賀屋4交差点